# Campos (gruppo musicale)
I Campos sono un gruppo musicale italiano nato nel 2011 a Pisa.

## Storia
Il gruppo nasce a Pisa all'inizio del 2011, da un'idea del producer Davide Barbafiera e di Simone Bettin, già co-fondatore dei Criminal Jokers insieme a Francesco Motta, con l'obiettivo di unire sonorità acustiche a sperimentazioni elettroniche. Il progetto viene portato avanti nonostante il trasferimento di Bettin a Berlino nel giugno dello stesso anno, con le prime tracce realizzate a distanza; solamente nel 2014, in seguito all'ingresso nel gruppo della bassista australiana Dhari Vij, la band inizia a esibirsi dal vivo nei locali della capitale tedesca. Il nome "Campos", preferito all'idea iniziale "Viva", viene scelto come omaggio al portiere messicano Jorge Campos, noto per le eccentriche divise che sfoggiava durante le partite.
Nel corso del 2015, il gruppo procede alla registrazione del primo album in studio, che viene masterizzato dal DJ e producer tedesco Jan Driver. L'album, interamente in lingua inglese e intitolato Viva come la prima opzione per il nome del gruppo, viene pubblicato il 3 marzo 2017 dalla Aloch Dischi, con distribuzione Audioglobe. Il 25 maggio si esibiscono al MI AMI Festival di Milano. Nel corso dell'anno, il gruppo promuove l'album con una serie di concerti in tutta Italia fino al mese di novembre; durante questo periodo, Dhari Vij è sostituita al basso da Tommaso Tanzini.
Alla fine del 2017, i Campos firmano con l'etichetta Woodworm e iniziano la produzione del secondo album in studio con la partecipazione di Andrea Marmorini. Nel 2018, Davide Barbafiera prende parte come co-protagonista al film Il ragazzo più felice del mondo, diretto da Gipi e presentato alla 75ª Mostra internazionale del cinema di Venezia, con il gruppo stesso presente in un piccolo ruolo; come tema principale del film viene utilizzata la traccia Freezing dell'album Viva. Il 18 ottobre 2018 esce il singolo Qualcosa cambierà, che anticipa il secondo album interamente in lingua italiana, Umani, vento e piante, pubblicato il successivo 9 novembre.
Nel 2019, i Campos partecipano al bando "Per chi crea" indetto dalla SIAE, risultando vincitori nella categoria "Nuove opere". Il 30 ottobre 2020 viene pubblicato il singolo Sonno, accompagnato dal video musicale diretto da Federico Borghesi. Il mese successivo, il 27 novembre, esce il terzo album in studio Latlong, distribuito dalla Universal Music. Il 30 giugno 2021 viene pubblicato il video musicale di Figlio del fiume, diretto da Erika Errante, che riceve una candidatura ai Videoclip Italia Awards 2022 per la categoria miglior videoclip indie.
In occasione del settecentenario della morte di Dante Alighieri, i Campos partecipano alla realizzazione dell'album La vita nuova, dedicato all'omonima opera dantesca e prodotto da Woodworm in collaborazione con la Scuola Normale Superiore di Pisa. La direzione artistica del progetto è curata dallo stesso Barbafiera, mentre il gruppo firma la traccia A ciascun'alma presa e gentil core.

## Formazione
- Simone Bettin (n. 1987) – voce, chitarra
- Davide Barbafiera (n. 1985) – elettronica, percussioni
- Tommaso Tanzini (n. 1986) – basso (dal 2017)

### Componenti passati
- Dhari Vij – basso (2014–2017)

## Discografia

### Album in studio
- 2017 – Viva
- 2018 – Umani, vento e piante
- 2020 – Latlong

### Singoli
- 2018 – Qualcosa cambierà
- 2020 – Sonno

### Partecipazioni
- 2021  – La vita nuova, con il brano A ciascun'alma presa e gentil core

## Videografia
- Am I a Man, regia di Davide Barbafiera (2017)
- Qualcosa cambierà, regia di Davide Barbafiera (2018)
- Senza di te, regia di Davide Barbafiera (2019)
- Sonno, regia di Federico Borghesi (2020)
- Figlio del fiume, regia di Erika Errante (2021)

## Filmografia
- Il ragazzo più felice del mondo, regia di Gipi (2018)